# Philipp Kirsamer
Philipp Kirsamer (* 1971) ist ein deutscher Kameramann.

## Leben
Philipp Kirsamer begann direkt nach seinem technischen Abitur mit Hilfe von Praktika und kleineren Jobs im Filmgeschäft Fuß zu fassen. Ab Mitte der 1990er Jahre arbeitete er als Kameraassistent beim Werbe-, Musik- und Spielfilm. Seit 1999 ist er als freier Kameramann tätig und 2007 debütierte er mit Haus der Wünsche und Meer is nich als Kameramann für einen Langspielfilm.

## Filmografie (Auswahl)
- 2007: Haus der Wünsche
- 2007: Meer is nich
- 2007: Rumpelstilzchen
- 2008: In jeder Sekunde
- 2010: Im Dschungel
- 2010: Tatort: Nie wieder frei sein
- 2012: Offroad
- 2012: Oh Boy
- 2012: Kommissar Stolberg (Fernsehserie, zwei Folgen)
- 2013: Polizeiruf 110: Kinderparadies
- 2013: Eine mörderische Entscheidung
- 2013: Sputnik
- 2014: Das Lächeln der Frauen (Fernsehfilm)
- 2014: Letzte Spur Berlin (Fernsehserie, 3 Folgen)
- 2015: Meine Tochter Anne Frank
- 2015: Stralsund: Der Anschlag
- 2015: Storno: Todsicher versichert
- 2016: Letzte Ausfahrt Gera – Acht Stunden mit Beate Zschäpe
- 2016: Tatort: Borowski und das verlorene Mädchen
- 2017: Unter deutschen Betten
- 2017: Das Institut – Oase des Scheiterns (Fernsehserie, 4 Folgen)
- 2018: Spreewaldkrimi: Tödliche Heimkehr
- 2020: Spreewaldkrimi: Zeit der Wölfe
- 2021: The Mopes (Fernsehserie)
- 2021: Tatort: Heile Welt
- 2021: Faking Hitler (Fernsehsechsteiler)
- 2021: Der große Fake – Die Wirecard-Story
- 2022: Tatort: Borowski und der Schatten des Mondes
- 2022: Wolfsland: Das dreckige Dutzend
- 2023: 791 km